# Suisse au Concours Eurovision de la chanson 2023
La  Suisse est l'un des trente-sept pays participants du Concours Eurovision de la chanson 2023, qui se déroule à Liverpool au Royaume-Uni. Le pays est représenté par le chanteur Remo Forrer et sa chanson Watergun, sélectionnés en interne par le diffuseur suisse SRG SSR. Le pays se classe 20e avec 92 points lors de la finale.

## Sélection
Le diffuseur suisse confirme la participation du pays à l'Eurovision 2023 le 12 juillet 2022. Artistes et compositeurs peuvent soumettre leur candidature du 25 août au 8 septembre 2022. Un panel de 100 personnes du grand public ainsi qu'un jury de 23 experts de la musique internationaux sélectionnent le représentant suisse.
Le 20 février 2023, le diffuseur annonce avoir sélectionné Remo Forrer comme représentant pour l'Eurovision 2023. Sa chanson, intitulée Watergun, est publiée le 7 mars 2023.

## À l'Eurovision
La Suisse participe à la première moitié de la seconde demi-finale du jeudi 11 mai. Elle s'y classe 7e avec 97 points, se qualifiant donc pour la finale. Lors de celle-ci, elle termine à la 20e place avec 92 points.